# Эскобар-и-Сотомайор, Алонсо де
Алонсо де Эскобар «Эль-Конкистадор» или Алонсо де Эскобар-и-Сотомайор (исп. Alonso de Escobar "el Conquistador", Alonso de Escobar y Sotomayor; около 1515, Санта-Крус-де-ла-Сьерра, комарка Трухильо, провинция Эстремадура, Королевство Кастилия и Леон — около 1556, Испанская империя) — испанский дворянин, военный, исследователь, конкистадор и колонизатор, который был одним из экспедиторов аделантадо Педро де Мендоса в Рио-де-ла-Плата и стал одним из основателей первого города Буэнос-Айреса в 1536 году.

## Семейное происхождение и ранние годы

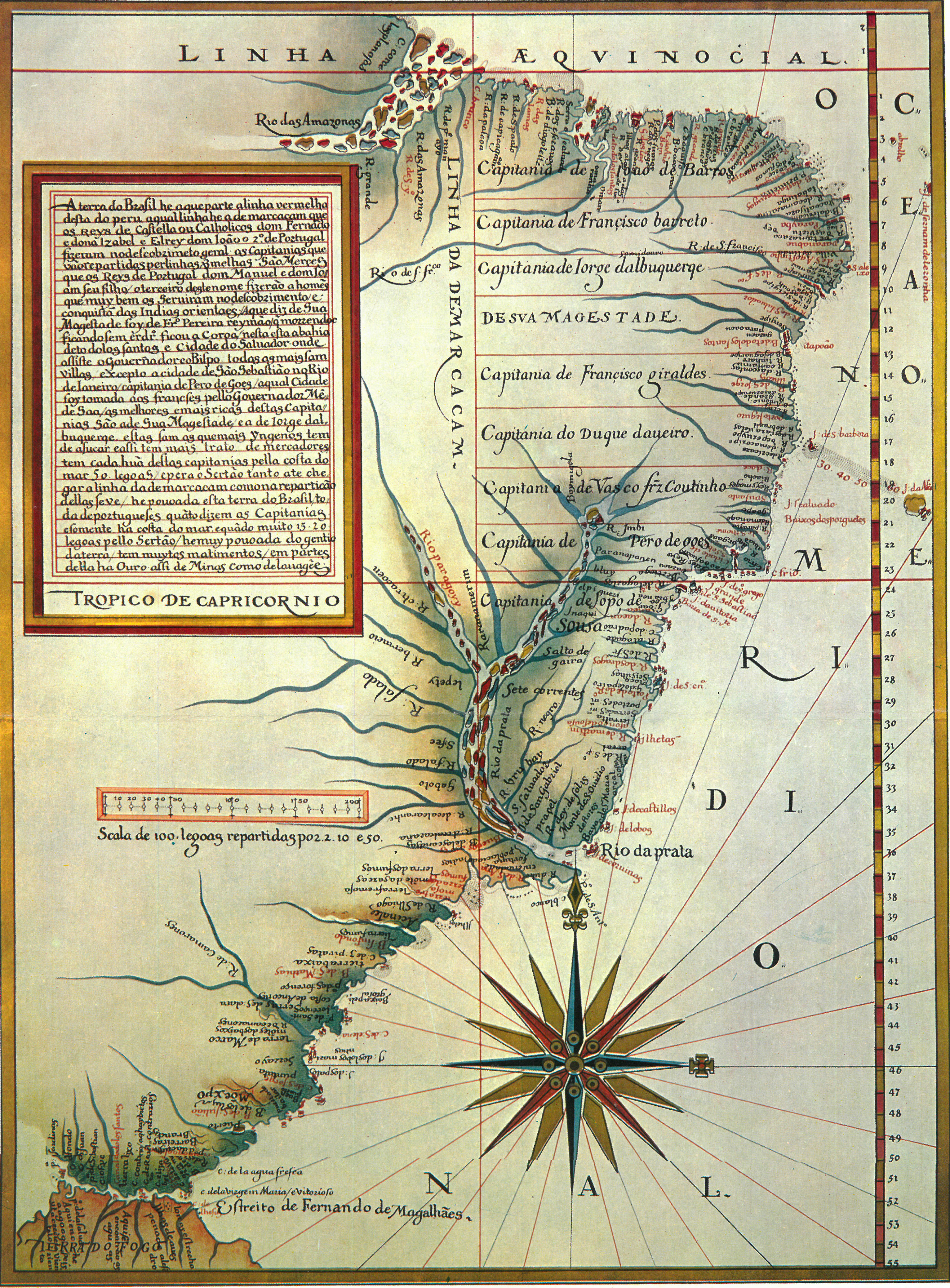
Португальская интерпретация Тордесильясского договора и наследственных капитанов Бразилии, которые включали остров Комприда, город «Каа Пара», остров Санта-Каталина, Банда Ориентал, Аргентинское Междуречье и, среди прочего, Гуайру (Луис Тейшейра, ок. 1574 г.).

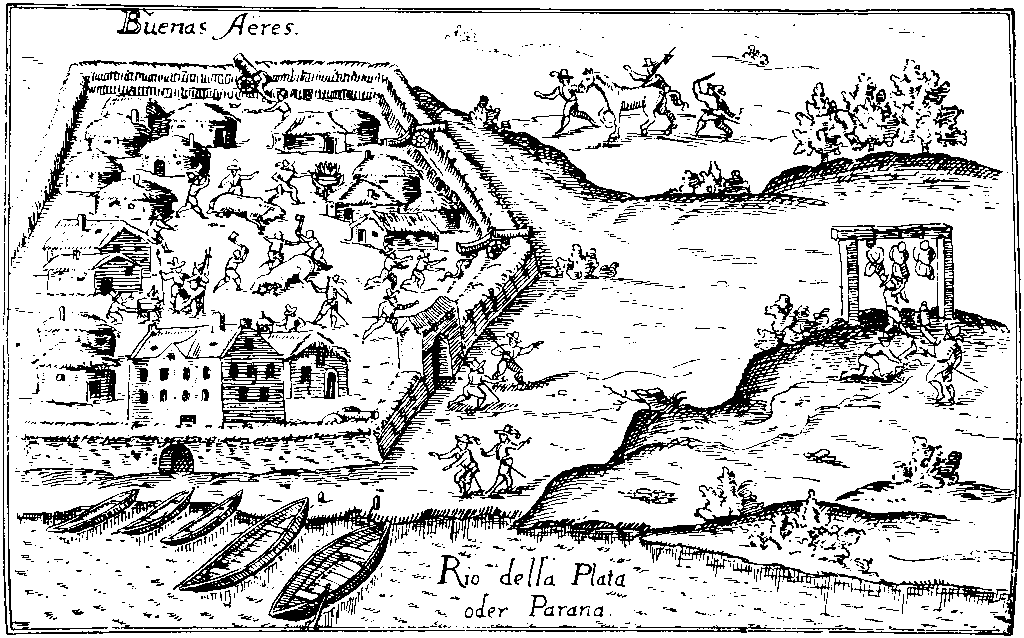
Первый город Буэнос-Айрес, основанный Педро де Мендоса (Ульрик Шмидль, участник экспедиции, 1536).

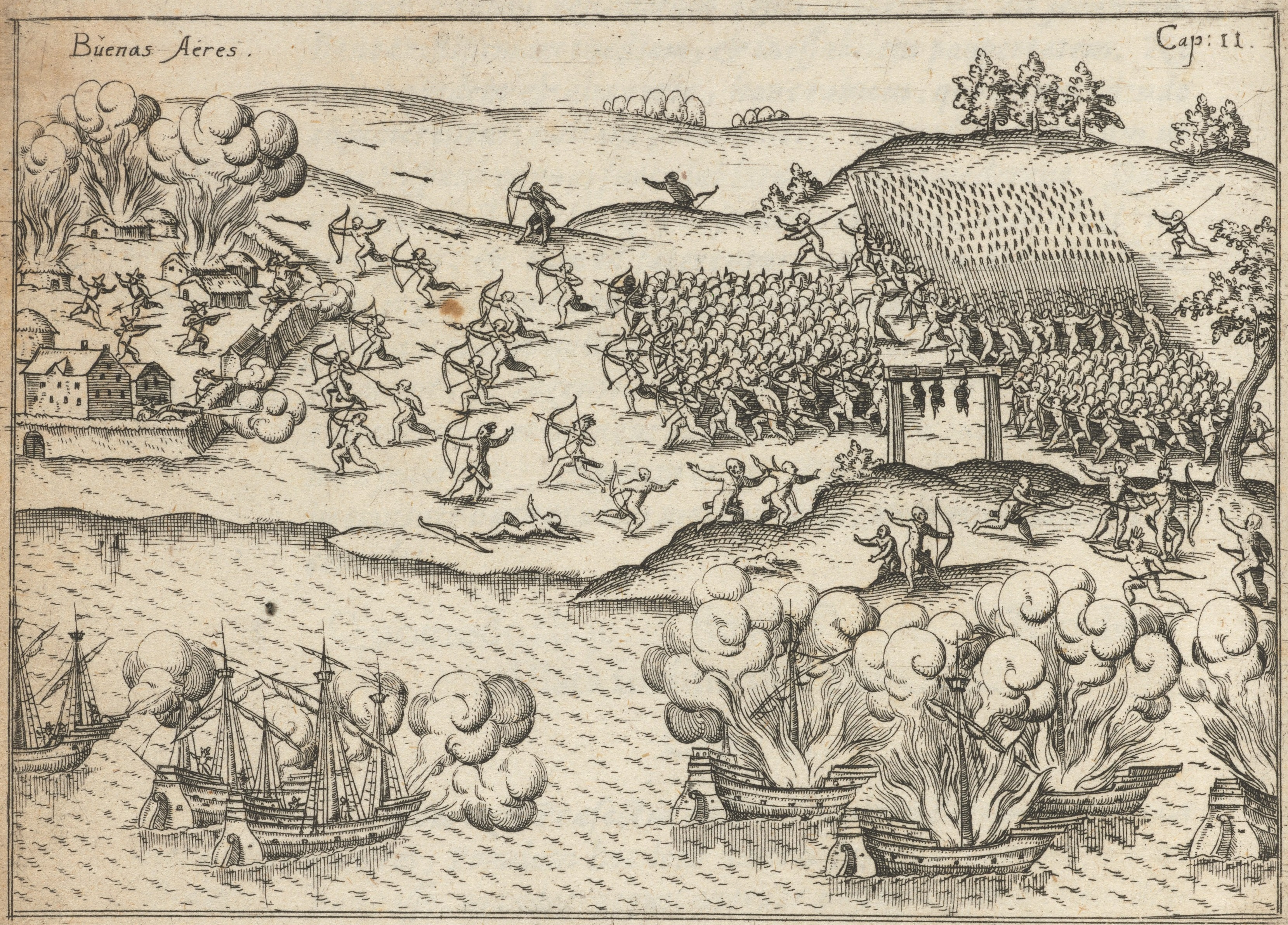
Разрушение первого Буэнос-Айреса аборигенами в конце 1536 г. и перестройка с середины 1537 г. до середины 1541 г. (работы конца 1598 г.).

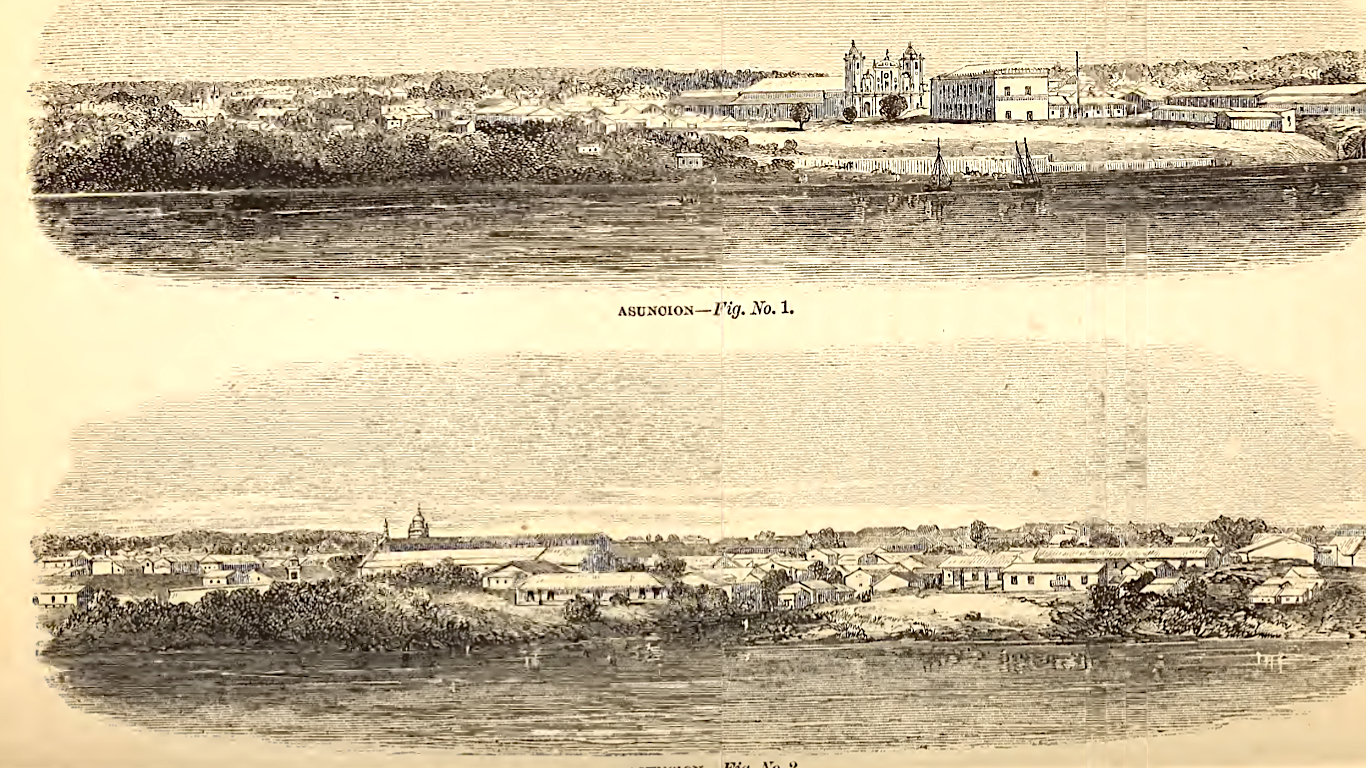
Город Асунсьон-дель-Парагвай, основанный Хуаном де Салазаром (с 1854 года).

Алонсо де Эскобар родился около 1515 года, скорее всего, в городе Санта-Крус-де-ла-Сьерра-де-ла-Тьерра-де-Трухильо, который был частью тогдашней Эстремадуры в составе Испанской короны.
Он был сыном Альваро Родригеса де Эскобара «Эль-Вьехо» (род. ок. 1485 г.), сеньора дома Эскобар из Трухильо, и его жены и дальней родственницы Марии де Сотомайор Гарсия де Чавес и Мехиа. Бабушкой и дедушкой по отцовской линии были Алонсо де Эскобар-и-Вера и его жена Тереза де Тапиа Кальдерон, а дедушкой и бабушкой по материнской линии были Диего Гарсия де Чавес Сотомайор и его супруга Хуана Эльвира де Мехия. Прадедушкой и прабабушкой по отцовской линии были Альваро Родригес де Эскобар и его жена Каталина де Вера, а также Франсиско де Тапиа и его жена Франсиска Кальдерон.
Прабабушкой и прабабушкой по материнской линии были Луис Лопес де Чавес Эскобар или Луис де Чавес «Эль Вьехо», алькай Трухильо, чьими прабабушками по материнской линии была Леонор де Норонья, внучка графа Альфонсо Энрикеса де Кастилья, и Беатрис Осорио де Вильялобос, жена Хуана Альвареса Осорио, старшего аделантадо Леона с 1314 по 1320 год, и его супруги Марии де Сотомайор, которая была дочерью рыцаря Гутьерре де Сотомайор (род. 1400), магистра Ордена Алькантара с 1432 года, сеньора замка и города Гаэте с 1444 года, замка и города Пуэбла-де-Алькосер и Алькончель, и его троюродной сестры Марии де Раудоны.
У Алонсо было — согласно завещанию его отца — три старших брата, старшим и преемником был Гарсия Родригес де Эскобар (род. ок. 1503 г.), за ним следуют Хуан де Эскобар (род. ок. 1505 г.) и Диего Гарсия де Чавес (род . 1507 г.), доминиканец, ставший духовником короля Испании Филиппа II, а также трех младших братьев, которые были конкистадором Ньюфло де Чавес (ок. 1518 г.), губернатором провинции Санта-Крус-де-ла-Сьерра с 1560 по 1568 год, Педро Мехиа де Эскобар (род. ок. 1517), который женился на своей невестке Изабель де Сервантес и несовершеннолетний Гаспар де Тапиа (род. ок. 1519), который по какой-то причине не фигурировал в завещании отцовский.

## Предыстория и подготовка испанцев к завоеваниюРио-де-ла-Плата
Завоевание и консолидация Рио-де-ла-Плата имели большое коммерческое и стратегическое значение для короля Испании Карлоса I, который не мог найти финансирование или желающих людей для такого опасного предприятия.
Основной причиной отправки войск в эту часть Америки была защита притязаний испанской короны от наступлений Португальской империи из-за неправильного толкования Тордесильясского договора от 7 июня 1494 года, чтобы больше нельзя было терять время, поскольку с тех пор, как Педру Алвариш Кабрал вернулся в Бразилию в 1500 году, Королевство Португалия угрожало продолжить расширение на юг.
После провала колонизации Себастьяном Каботом Рио-де-ла-Плата и его эфемерного форта Санкти-Спириту, возведенного в 1527 году, но заброшенного в 1531 году с бригом на атлантическом побережье Южной Америки до острова Комприда, зная владения, которыми годами владел португальский дезертир Ново Кристиано Косме Фернандеш «Эль Бачиллер де Кананея».
Руй Гарсия де Москера и его люди объединились с вышеупомянутым холостяком, у которого был центр в Канании, и его аборигенами карихо, для которых Москера основал город «И Каа Пара» в 1532 году, в юрисдикции тогдашнего капитана Сан. Висенте губернатора-донатарио Мартима Афонсу де Соуза, вступившего в конфликт с португальской короной, что стало причиной Игуапской войны в 1534—1536 годах.

## Экспедиция Аделантадо Педро де Мендоса в Рио-де-ла-Плата

### Капитуляция Толедо, поездка в Южную Америку и основание Буэнос-Айреса
Именно в этих обстоятельствах Педро де Мендоса в начале 1534 года предложил королю Испании Карлосу I организовать экспедицию на территорию реки Ла-Плата, чтобы иметь возможность подтвердить суверенитет Испании над этими регионами.
Таким образом, путем Толедской капитуляции 21 мая того же года король Испании назначил его аделантадо или военачальником области, которую нужно завоевать, с правом основывать крепости и города.
По этой причине Алонсо де Эскобар отправился в испанскую Южную Америку в составе одной из экспедиций аделантадо Рио-де-ла-Плата, и таким образом, когда Педро де Мендоса основал первый город Буэнос-Айрес 3 февраля 1536 года, Эскобар также стал его одним из основателей.

### Строительство Корпус-Кристи Айоласом и Буэно-Эсперанса Мендосой
Аделантадо поручил Хуану де Айоласу исследовать реку Парана, на берегах которой он 15 июня 1536 года основал форт Корпус-Кристи, недалеко от того места, где раньше находился эфемерный форт Санкти-Спириту (на месте нынешнего Пуэрто-Габото), недалеко от устья реки Каркаранья в Паране. А в конце сентября того же года аделантадо основал город и форт Буэна-Эсперанса в четырех милях или 6,5 км южнее форта Корпус-Кристи.
В декабре 1536 года племени керанди удалось окончательно прорвать оборону города Буэнос-Айрес, проникнуть в него и поджечь, что привело к его полному разрушению, но Педро де Мендоса, Саласар, Эскобар и некоторые другие испанцы сумели избежать последовавшей бойни, и им пришлось отправиться на север, чтобы укрыться в форте Нуэва-Эсперанса.
Педро де Мендоса, заболевший и обескураженный, делегировал командование упомянутым фортом Франсиско Руису Галану, назначив его вице-губернатором Буэн-Айре, Корпус-Кристи и Буэна-Эсперанса, пока Айолас не вернется из своей экспедиции, и решил отправиться в Испанию 22 апреля 1537 года, погибший 23 июня в море. Город Буэнос-Айрес был восстановлен после отплытия Педро де Мендосы.

### Одним из основателей города Асунсьон-дель-Парагвай и изгнанник
После гибели вышеупомянутого аделантадо Алонсо де Эскобар входил в состав экспедиции капитана Хуана де Саласара для поиска номинального губернатора Хуана де Айоласа, и когда они поднялись вверх по реке Парагвай, Саласар воздвиг город Асунсьон 15 августа 1537 года, так что конкистадор Алонсо де Эскобар также стал одним из основателей нового города.
Тем временем на атлантическом побережье Руй Гарсия де Москера и его люди окончательно покинули город «Каа Пара» и вернулись на территорию Рио-де-ла-Палата из Бразилии в 1538 году, сначала поселившись в Буэнос-Айресе. К сожалению, форт Корпус-Кристи был разрушен племенем тимбу февраля 1539 года, город Буэна-Эсперанса вскоре после этого, примерно в сентябре того же года, и первый Буэнос-Айрес был окончательно обезлюдел и сожжен его 350 жителями в конце июня 1541 года. Все его жители ушли в сторону города Асунсьон.
Один из его младших братьев по имени Ньюфло де Чавес (род. в 1518, Санта-Крус-де-ла-Сьерра-де-Трухильо) присоединился к экспедиции аделантадо Альвара Нуньеса Кабеса де Вака, с которым он прибыл на остров Санта-Каталина в январе 1541 года, который в то время был частью Испанской империи, и они пересекли континент, чтобы совершить сухопутное путешествие в течение почти пяти месяцев, где они обнаружили водопады Игуасу, которые были подробно описаны тем же заранее, и, таким образом, прибыли в город Асунсьон в 1542 году, где встретились оба брата через 10 лет и вскоре после этого его отправили исследовать течение реки Парагвай.
Когда новый аделантадо Нуньес Кабеса де Вака вступил в должность и потребовал соблюдения законов Индии, которые защищали коренное население от злоупотреблений завоевателей, в дополнение к попыткам искоренить анархию и доминировать над повстанцами, Алонсо де Эскобар спровоцировал недовольство на восстание. Братья были арестованы 26 апреля 1544 года по обвинению в злоупотреблении властью и учинении городского пожара в прошлом году.
Во время заключения новый аделантадо, среди прочих мер, назначил Хуана де Саласара своим лейтенантом, а после изгнания упомянутого аделантадо, вскоре после того, как Алонсо де Эскобар и Хуан де Саласар были также сосланы со своей сотней мужчин в Испанию в мае в том же году по приказу нового губернатора Доминго Мартинеса де Ирала.
Наложница Эскобара, имя и происхождение которой неизвестны, забеременела от него до того, как Асунсьон уехал в изгнание, а позже Алонсо де Эскобар с Саласаром и его людьми вернулись в Рио-де-ла-Плата в 1547 году, когда их сыну-тезке было около двух лет. Прожив какое-то время в Асунсьон-дель-Парагвай, они снова вернулись в Европу.

## Участник экспедиции Менсии Кальдерон в Новую Андалусию и смерть

### Атаки французских флибустьеров в Западной Африке
В Испании он сопровождал капитана Хуана де Саласара, чтобы взять с Менсией Кальдерон Окампо «ла Аделантада» группу знатных женщин, которые отправились в испанскую Южную Америку с целью выйти замуж за завоевателей Рио-де-ла-Плата и, таким образом, создать колониальную аристократию, поэтому они отплыли из Севильи в 1550 году, но во время плавания подверглись нападению французских флибустьеров у берегов Западной Африки.

### Остановка в португальско-бразильском капитанстве Сан-Висенте
Как только Алонсо де Эскобар и остальная часть группы были освобождены, они отправились в Южную Америку и должны были сделать остановку в португальском городе Сан-Висенте, столице тогдашнего наследственного одноименного капитанства, входившего в генерал-губернаторство Бразилии, а позже они прибыли на остров Санта-Каталина в 1551 году, за исключением Хуана де Саласара и некоторых мужчин, которые были задержаны в городе по приказу губернатора Томе де Соуза до середины 1554 года.

### Эфемерный город Сан-Франсиско-де-Мбиаса и его депопуляция
В группе Эскобара был также дворянин из Эстремадуры Фернандо де Трехо-и-Карвахаль (ум. 1558), который в конце концов основал испанский город Сан-Франсиско-де-Мбиаса в 1553 году на атлантическом побережье, где он женился на Марии де Санабрия Кальдерон. Она была дочерью вышеупомянутого Менсии и умершего номинального аванса Хуана де Санабриа. Этот брак дал Трехо титул старшего судебного пристава.
В середине 1555 года тогдашний сержант-майор Алонсо де Эскобар и большая часть оставшегося населения, которые не отправились на бриге Салазара, чтобы добраться до города Асунсьон по морю и реке, покинули атлантическую испанскую деревню из-за новой французской угрозы, для чего он направил Менсию Кальдерон, его дочерей, Фернандо де Трехо и около тридцати товарищей по суше через атлантический лес, для чего они обогнули течение реки Итапоку, а затем от водопадов Игуасу пошли по дороге Пеабиру. Салазар и его люди прибыли в пункт назначения в октябре того же года, а Эскобар и его группа прибыли в апреле 1556 года.

### Смерть
Конкистадор Алонсо де Эскобар скончался около 1556 года в Южной Америке.
1 декабря 1555 года французы основали колонию Антарктическая Франция севернее, в заливе Гуанабара, но были изгнаны 20 января 1567 года португальцами, воздвигшими на той же территории 1 марта 1565 года город Рио-де-Жанейро.

## Брак и потомство
Идальго Алонсо де Эскобар-и-Сотомайор де Чавес «Завоеватель» женился в городе Трухильо в кастильской Эстремадуре около 1534 года на некоей неизвестной женщине по фамилии Сервантес Паредес де Орельяна (род. около 1516, Трухильо), которая была старшей сестрой Изабель де Сервантес, которая выйдет замуж за его зятя Педро Мексия де Эскобара (род. ок. 1519). Обе они были дочерьми Родриго де Сервантеса и Эстефании де Паредес, внучками по отцовской линии Диего де Сервантеса и внучками по материнской линии Санчо де Орельяна и его наложницы.
В результате связи Алонсо де Эскобара и неизвестной сеньорой де Сервантес родились двое детей:
- сын (род. около 1534 года), который женился на некой женщине по фамилии Кальдерон
- дочь (род. около 1535 года), которая была связана с Хуаном Писарро де Торресом, сыном Алонсо Писарро де Инохоса и его жены Терезы де Градо Торрес, внуком по отцовской линии Хуана Писарро «Эль-Гордо» и его супруги. Хуана де Инохоса и правнук по отцовской линии Алонсо Писарро и его жены Эстефании де Тапиа.

Возможно, от этого брака у них родился третий ребенок, который с неизвестным именем является последующим, который, вместо двух браков, женился трижды, но наиболее вероятно, что, когда он отправился в Испанскую Южную Америку, где у него был женщина с неизвестным именем, узаконенный внебрачный ребенок, ставший идальго, который задокументирован как креольский асунсено, то есть родившийся в Америке, но от европейских родителей, поэтому исключено, что он был метисом. Этого одноименного сына часто путают с его отцом:
- Алонсо де Эскобар «Эль-Рехидор» (январь/февраль 1545, Асунсьон — конец 1613, Буэнос-Айрес) — испанско-креольский военный, энкомендеро и колониальный чиновник, который был одним из 63-х основателей, который сопровождал губернатора Хуана де Гарая в экспедиции, отправившейся из Асунсьон-дель-Парагвай и завершившейся вторым основанием города Буэнос-Айрес 11 июня 1580 года, и который был назначен в Буэнос-Айрес на должность регидора до 1584 года вместе с пятью другими людьми. Алонсо де Эскобар был дважды женат и имел, по крайней мере, семь дочерей и одного сына. Его первый брак был заключен примерно в 1569 году с очень молодой Инес Суарес де Толедо, сестрой первого испано-креольского правителя Эрнандо Ариаса де Сааведра, и дочерью Мартина Суареса де Толедо, временно исполнявшего обязанности губернатора с 1572 по 1574 год, и его жены Марии де Санабрия Кальдеронода. Около 1579 года вторым браком Алонсо де Эскобар женился на Марии де Сересо (род. ок. 1560), которая недавно переехала с некоторыми из своих старших пасынков — Маргаритой (род. ок. 1569, Асунсьон) и Томасом (род. ок. 1570) в новый город Буэнос-Айрес в 1590 году.

## Память
Улица в городе Буэнос-Айрес и еще одна в Бадахосе (в Испании) носят это имя в его честь. Станция, расположенная в провинции Буэнос-Айрес, под названием Эскобар, и город Белен-де-Эскобар, который образован вокруг него, вместе с муниципалитетом Эскобар, также чтят его.